# Pulau Panjang (Tebo Ulu)
Pulau Panjang is een bestuurslaag in het regentschap Tebo van de provincie Jambi, Indonesië. Pulau Panjang telt 1773 inwoners (volkstelling 2010).